# Turgis et Gaillard Groupe
Pour les articles homonymes, voir Turgis et Gaillard.
Turgis et Gaillard Groupe est un groupe industriel spécialisé dans le secteur de l'aéronautique et de la défense. Il effectue des opérations de maintenance et de maintien en condition opérationnelle (MCO) de plusieurs plateformes stratégiques pour l’armée française.

## Historique
L'un des fondateurs travaille à la Direction du Renseignement militaire (DRM) durant quatre ans[réf. souhaitée]. Les retours d'expériences des opérations menées au Mali et dans la bande sahélo-saharienne lui inspirent[réf. souhaitée] le projet Gerfaut, visant à équiper les C-130 Hercules de systèmes d'armes[réf. souhaitée].
En 2015, les deux associés acquièrent SEFIAM, une société qui assure la conception et la fabrication de systèmes pour l'aéronautique et la défense[réf. souhaitée].
En 2017, le groupe s'internationalise en créant en Inde une filiale, nommée Turgis et Gaillard India.
En 2019, Dassault Aviation présente le système de mise à poste de munitions « Sefiam 1602 » sur son stand au salon du Bourget et en fait l’équipement de soutien standard du Rafale[réf. souhaitée].
En 2020, la Ministre des Armées, Florence Parly, inaugure la nouvelle usine du groupe, en Lozère. La même année, la maintenance des avions DHC-6 Twin Otter des forces spéciales de l’Armée de l’air est confiée au groupe Turgis & Gaillard, ce qui nécessite d’étendre les bâtiments de Blois Aéro Services.
L'amiral (2S) Philippe Coindreau et le général d’armée aérienne (2S) Jean-François Ferlet sont conseillers militaires de l'entreprise[réf. souhaitée].
En juin 2023, l'entreprise annonce le développement d'un drone de combat low cost, l'« Aarok », de 22 m d'envergure et environ 5,5 tonnes.
Le 30 avril 2025, l'entreprise présente FOUDRE, un projet de lance roquettes multiple, dans le cadre du possible remplacement des lance-roquettes unitaires (LRU) de l'armée de terre,.

## Secteurs d'activité
Turgis & Gaillard est composé de trois principaux secteurs d’activité : aéronautique (Turgis & Gaillard Aerospace), maintenance industrielle (Turgis & Gaillard Industrie) et le MCO terrestre et naval (Ets. Graffeuille).
Turgis & Gaillard Aerospace conçoit et réalise des pièces et sous-ensembles embarqués, des équipements de soutien et des outillages de production pour les avions de combat, les avions de ligne et les jets d’affaires[réf. souhaitée]. Elle assure la maintenance d’aéronefs civils et militaires, en France et dans le Monde[réf. souhaitée].
Turgis & Gaillard Industrie assure des opérations de maintenance et d’aménagement de grandes infrastructures de production (centrales nucléaires, usines pétrochimiques, bases militaires, etc.) depuis ses établissements de Saint-Dizier, Nancy, Dijon et Lorient. Ce dernier intervient également dans la construction navale.
Turgis & Gaillard a acquis une expertise dans les procédés de décarbonation de l’industrie : récupération de chaleur, création de réseaux mieux isolés, plus grande sobriété énergétique[réf. souhaitée]. Sa filiale, SunWave, réalise des bateaux de plaisance solaires et électriques. Le SunWave S2 a été élu bateau électrique de l’année par l’AFBE (Association française du bateau électrique) au salon nautique de Paris 2018.
Les Établissements Graffeuille sont spécialisés dans le MCO d’engins terrestres et de moteurs de navires. La société réalise des opérations de rénovation, comme le prototype d’un véhicule blindé à roues de la Gendarmerie rénové pour la Gendarmerie Nationale. Elle maîtrise la conception de moteurs à forte puissance pour des usages spécifiques, par exemple pour des groupes auxiliaires industriels ou des engins blindés et des chars de combat[réf. souhaitée].

## Projets
- systèmes SSA-1101 Gerfaut et SSA-1604 Foudre, permettant à un avion de transport tactique de tirer des munitions de précision[réf. souhaitée] ; Les deux systèmes n'ont pas trouvé preneur[réf. souhaitée].
- système d’appui-feu SSA-1108 MIGALe, permettant un tir au-delà de la vue directe pour les unités numérisées[réf. souhaitée] ; au stade d'étude préliminaire[réf. souhaitée].
- embarcation Kraken, destinée aux commandos marine[réf. souhaitée]. Le projet ne semble pas avoir dépassé le stade de la planche a dessin[réf. souhaitée].
- Drone Aarok[13], qui commence les essais de roulage piloté début 2025[réf. souhaitée].
- Lance-roquettes multiple Foudre qui sera présenté au Salon du Bourget en juin 2025, sur camion 6x6 Renault Kerax, acceptant différentes munitions guidées d'une portée de 75 à 2 000 km : M31 du MLRS (75 km), ATACMS (150 km), PrSM (500 km), Pinaka (75 km), proposition de munition de MBDA/Safran ou ArianeGroup/Thales pour le programme français FLP-T [Frappe Longue Portée – Terrestre] (100 à 200 km)[14], proposition de missile de croisière lancé du sol du projet européen initié en 2024 par la France ELSA [European Long-Range Strike Approach] (1 000 à 2 000 km)[15]. Il pourrait remplacer le MLRS en fin de vie et qui sera frappé d'obsolescence en 2027 ; la Loi de programmation militaire française prévoit l'achat de 13 lanceurs pour 2030 et 13 de plus pour 2035[16].